# Twierdzenie Hahna-Banacha
Twierdzenie Hahna-Banacha – podstawowe twierdzenie analizy funkcjonalnej sformułowane i udowodnione niezależnie przez Hansa Hahna i Stefana Banacha w latach 20. XX wieku.
Twierdzenie to mówi o możliwości rozszerzenia ograniczonych funkcjonałów liniowych z podprzestrzeni przestrzeni unormowanej na całą przestrzeń, a także o bogatej strukturze przestrzeni sprzężonej.

## Twierdzenie
Niech
(a) {\displaystyle X} będzie przestrzenią liniową nad ciałem liczb rzeczywistych
(b) {\displaystyle p\colon X\to \mathbb {R} } będzie funkcjonałem podaddytywnym i dodatnio jednorodnym, tzn.
{\displaystyle p(x+y)\leqslant p(x)+p(y)} dla wszystkich {\displaystyle x,y\in X,}
{\displaystyle p(\alpha x)=\alpha p(x)} dla wszystkich {\displaystyle \alpha \in [0,\infty )} i {\displaystyle x\in X,}
(c) {\displaystyle M} będzie podprzestrzenią liniową przestrzeni {\displaystyle X}
(d) {\displaystyle \varphi \colon M\to {\mathbb {R} }} będzie takim odwzorowaniem liniowym, że
{\displaystyle \varphi (x)\leqslant p(x)} dla wszystkich {\displaystyle x\in M.}
Wówczas istnieje taki funkcjonał liniowy {\displaystyle \Phi \colon X\to \mathbb {R} ,} że
{\displaystyle \Phi (x)=\varphi (x)}
dla wszystkich {\displaystyle x\in M} oraz
{\displaystyle \Phi (x)\leqslant p(x)}
dla wszelkich {\displaystyle x\in X.}